# 加藤由紀子
加藤 由紀子（かとう ゆきこ）は、日本の観光学者。グリーンツーリズム・キャリア形成のための初年次教育研究を研究。
北海道生まれ。東海大学教養学部卒業。日本航空札幌支店にて国際旅客サービス業務・教育研修業務の従事。1987年に同社退職し、北海道開発協会研究員。日本ビジネス綜合専門学院観光ビジネス学科専任講師。1992年道都国際観光専門学校観光学科専任講師。この他、1990年より日本航空大学校北海道、札幌商工会議所付属専門学校、静修女子大学、北海道東海大学、札幌大学等の兼任講師を経て、2001年北海道東海大学国際文化学部・芸術工学部客員講師。2006年イギリス・ウェールズ大学大学院環境マネジメント学システム監査論専攻デイプロマ修得。2006年北海商科大学商学部助教授（観光学・観光ビジネス論・キャリアリテラシー担当）。2007年同商学部准教授。2010年同商学部教授。2016年同大学院商学研究科博士後期課程満期退学。2021年同定年退職。同名誉教授。
この他、北海商科大学教務センター委員、同国際交流センター長、けいざいナビコメンテーターなどを歴任。

## 著書
- 小林好宏ほか『生活見なおし型観光と地域ブランド形成』北海道開発協会、2008年